# Ädellövträd

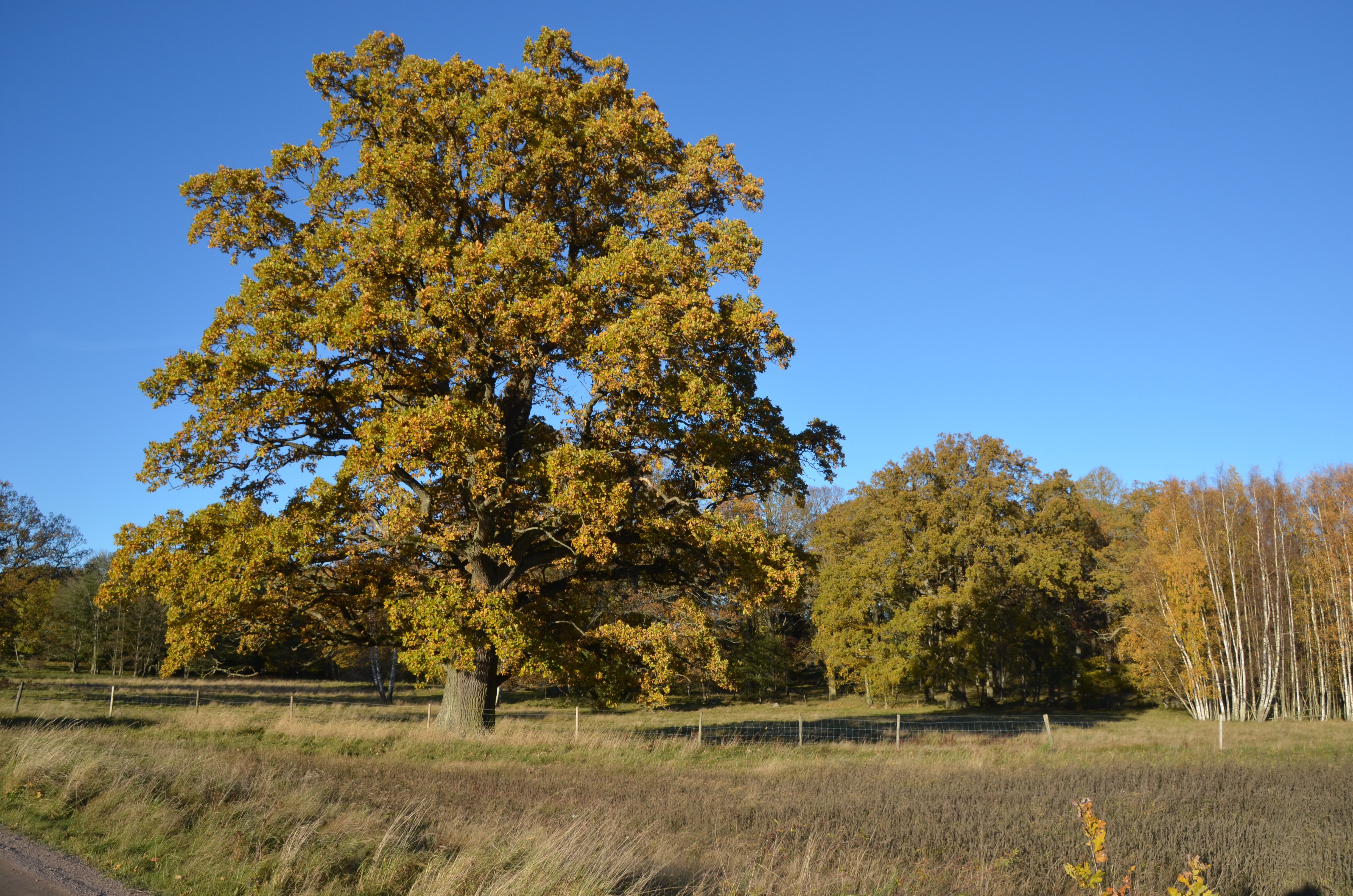
Ekar i Norra Fågelås naturreservat

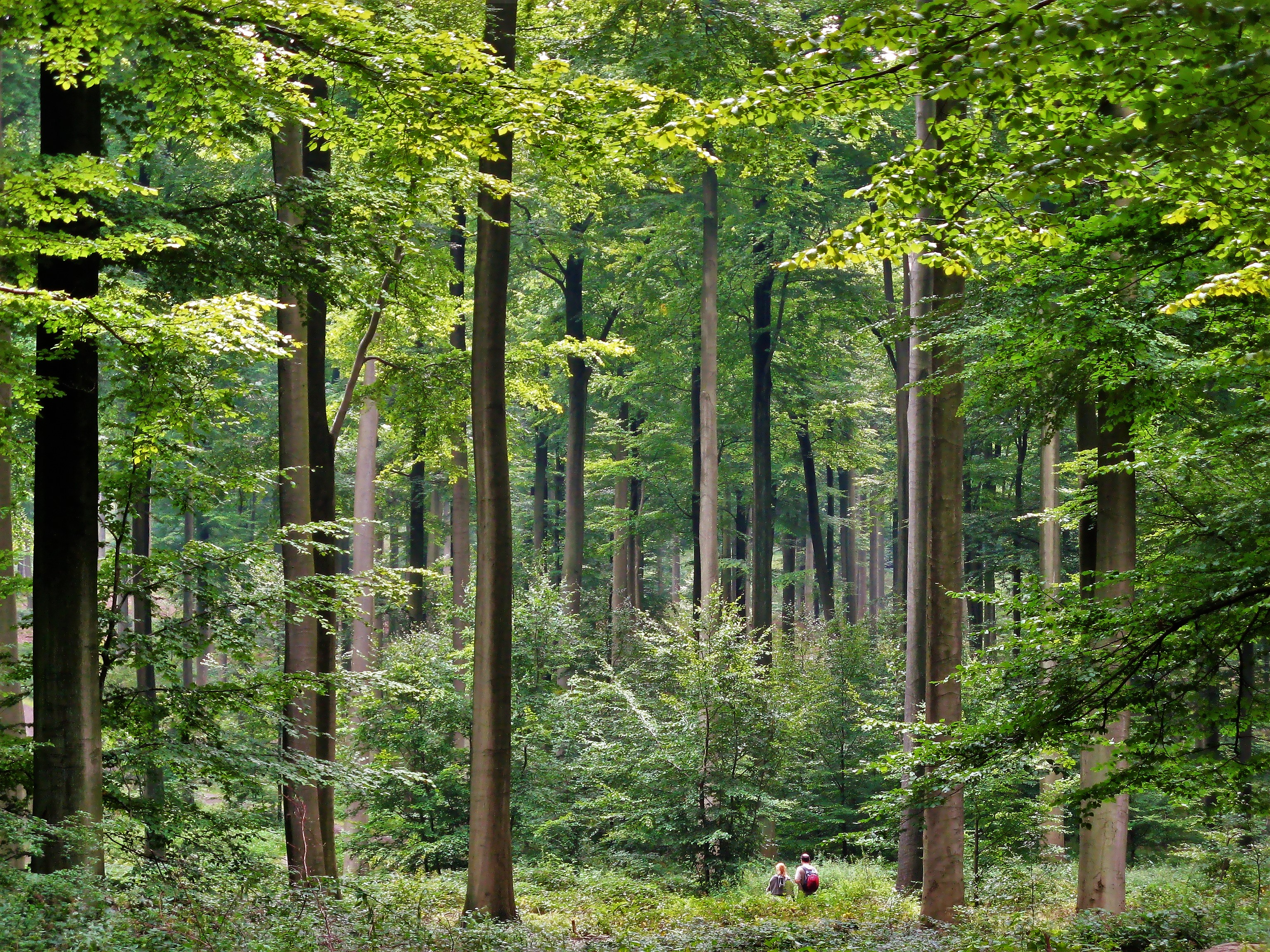
Bokskog i Belgien

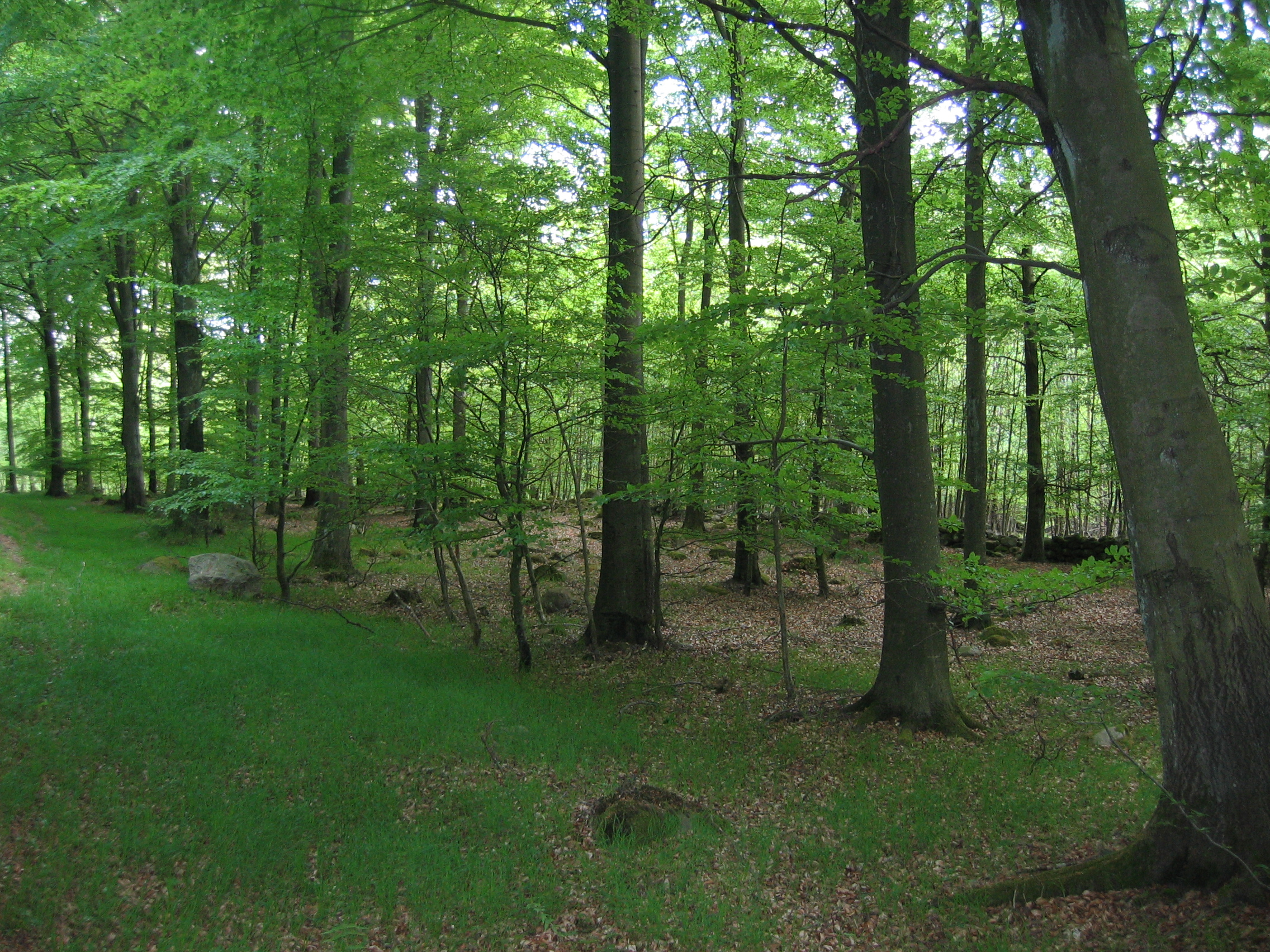
Bokskog på Söderåsen

Ädellövträd, även ädla lövträd eller ädellöv, är lövträd vars träslag är särskilt ekonomiskt och ekologiskt värdefulla och har snäva krav på omgivningen för att frodas. De får ofta stora kronor och planteras även ofta som vårdträd. Ädellövträden i Sverige är enligt lag de inhemska arterna alm, ask, avenbok, bok, ek, fågelbär (körsbär), lind och lönn.

## Ekonomi kring ädellöv
Då ädellövträd generellt har en längre omloppstid och högre omkostnader än gran väljer många skogsbrukare i södra Sverige att plantera det senare. För att stimulera skogsbrukare att plantera ädellöv utgår ett statligt bidrag på 25 000 – 30 000 kronor per hektar.
Ädellövträd står även stadigare än gran, vilket bland annat orkanen Gudrun och orkanen Per visat. Det statliga återplanteringsstödet var betydligt högre om man planterade lövskog efter Gudrun istället för barrskog, men trots detta är det granåterplantering som dominerar .
Tidigare har ädellövträ varit viktiga ekonomiska resurser för sina egenskaper. Av avenbok, som är det hårdaste och tyngsta träslaget i Sverige, tillverkades valsar, alm var oaptitligt för grisar och hästar och användes därför till stall- och båsvirke. Sveriges mjukaste lövträslag, lind, lämpade sig bra till att forma bland annat slevar och tallrikar. 

## Flygbildstolkning av ädellöv
På flygfotografier kan man tydligt utskilja ädellöv från övriga lövträd, då kronstorleken på ädellöv är större än triviallöv och inte har hopflytande kronor som sumpskogens lövträd. Med hjälp av IR-färgfotografier kan man även avgöra ståndorten och få en ledtråd om vilka träd det är man ser. Ask växer gärna där det är mycket fuktigt och ek på frisk, väldränerad mark med hög näringshalt, men även på hällmark. Boken har finkornig jord som enda krav och de andra arterna vill ha friska och näringsrika marker.
Ekar känns igen på den stora kronan med få, stora grenar. Detta syns tydligast på solitära ekar, men även i ett skogsbestånd brukar de bli större än omgivande träd, såsom björk eller hassel. Kronans form är oregelbunden och liknar en bomullstuss. I rena ekbestånd brukar krontaket få en vågig form. Färgen är rosa-röd i IR-flygbilder, när bladen slagit ut.
Bokar är svåra att känna igen när de står ensamma, men en bokskog ger ett platt, jämnt och sammetsliknande utseende, med samma färgton som eken.
Asken liknar eken och kan även förväxlas med andra ädellövträd. Förutom skillnaden i ståndort har asken fler och tunnare grenar än ek och har även en skarpare avgränsad och mer regelbunden krona. Den har även senare lövsprickning än ek, så på våren är asken fortfarande blåaktig i IR-flygbilder när eken börjar bli rosa.
Övriga lövträd är svåra att artbestämma med flygbilder och måste oftast karteras från marken.

## I Sverige

### Ädellövskog
Ädellövträden växer generellt inte norr om biologiska norrlandsgränsen och ingår oftast i blandskog eller står ensamma på betesmarker, där de når betydligt större höjd, stamgrovlek och krondimension än i en skog.[källa behövs] Blandskogen kan såväl vara med andra ädellövträd som med triviallövträd (främst al, asp, björk och hassel) och gran. Bok och ek kan dock bilda tillräckligt stora bestånd för att klassas som skog. De rena bok- och ekskogarna uppskattas uppta totalt cirka 50 000 hektar vardera.
I skogsvårdslagen finns två definitioner av ädellövskog.
1. Ett skogsområde på minst 0,5 hektar med minst 50 % ädellövträd och ytterligare minst 20 % triviallövträd.
2. Ett betesmarksområde på minst 1 hektar med minst 50 % ädellövträd och ytterligare minst 20 % triviallövträd, samt att minst 10 träd per hektar ska ha en brösthöjdsdiameter (1,3 meter över marken) på minst 30 centimeter.

Den totala andelen ädellövskog i Sverige (i utbredningsområdet) är knappt två procent, men i Blekinge, Halland och Skåne uppgår ädellövskogen till cirka tio procent av skogsarealen.

### Ekologisk betydelse
Ädellövskog är den mest artrika skogstypen i Sverige, särskilt om den varit ädellövskog under en lång tidsperiod. Röd glada, stenknäck och skogsduva är fåglar som särskilt trivs i ädellövskogen. I gamla ädellövträd, främst ek, trivs många insekter, däribland många vedlevande skalbaggar. Ollonen från bok och ek är näringsrika och äts av bland annat kron- och dovhjort, vildsvin, skogsmöss, nötskrikor och bergfinkar.

## Klassificering
I Sverige räknas följande trädarter till de ädla:
- Almar (Ulmus)
  - Skogsalm, vanlig alm (U. glabra)
  - Vresalm (U. laevis)
  - Lundalm (U. minor)
- Ask (Fraxinus excelsior)
- Avenbok(Carpinus betulus)
- Bok (Fagus sylvatica)
- Ekar (Quercus)
  - Skogsek (Q. robur)
  - Bergek (Q.  petraea)
- Sötkörsbär, fågelbär (Prunus avium)
- Lindar (Tilia)
  - Skogslind (T. cordata)
  - Bohuslind (T. platyphyllos)
- Lönnar (Acer)
  - Lönn (A. platanoides)
  - Naverlönn (A. campestre)

Av almarna är skogsalmen vanligast, liksom skogsek är bland ekarna och skogslind är bland lindarna. Naverlönn växer bara vilt på ett ställe i Sverige, utanför Svedala i Skåne län. Parklind (Tilia x europaea) växer inte vilt, då den är steril, och räknas därför inte in bland ädellövträden. Ej inhemska trädarter som rödek och sykomorlönn räknas inte till ädla lövträd.